# Martin Wagener (Politikwissenschaftler)

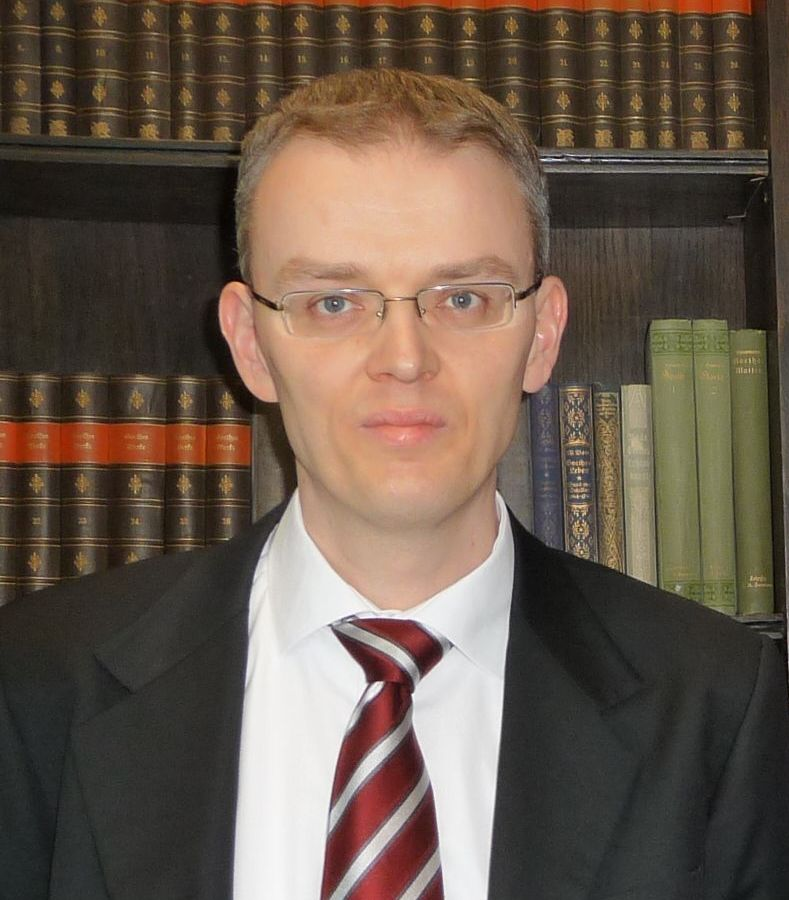
Martin Wagener, 2014

Martin Wagener (* 20. Oktober 1970 in Lüneburg) ist ein deutscher Politikwissenschaftler; seit Oktober 2012 hat er eine Professur für Politikwissenschaft mit den Schwerpunkten Internationale Politik und Sicherheitspolitik am Fachbereich Nachrichtendienste der Hochschule des Bundes für öffentliche Verwaltung. Seine Lehrtätigkeit am Zentrum für Nachrichtendienstliche Aus- und Fortbildung in Berlin endete im Oktober 2021 mit der Erteilung eines Betretungsverbotes und dem damit verbundenen Entzug des Zugangs zu Verschlusssachen, nachdem das Bundesamt für Verfassungsschutz Passagen eines seiner Bücher als extremistisch bewertet hatte.

## Leben
Wagener machte 1990 Abitur am Johanneum Lüneburg. Zum Wintersemester 1991 begann er an der Georg-August-Universität Göttingen ein Magister-Studium der Fächer Politikwissenschaft, Rechtswissenschaft mit Schwerpunkt im Völkerrecht und Geschichtswissenschaft, das er 1997 abschloss. Anschließend war er ein Jahr als Wissenschaftliche Hilfskraft am Institut für Spezialforschung der Universität Göttingen tätig. 1999 erhielt er zwei Jahre ein Promotions-Stipendium der Hanns-Seidel-Stiftung. 2001 wechselte er auf eine Stelle als Wissenschaftlicher Mitarbeiter und Lehrbeauftragter am Lehrstuhl für Internationale Beziehungen und Außenpolitik der Universität Trier; ab 2006 vertrat er – noch vor Abschluss seiner Promotion – die Juniorprofessur von Sebastian Harnisch, der an die Universität der Bundeswehr gewechselt war.
2008 wurde Wagener mit seiner Dissertation über den machtpolitischen Aufstieg Chinas in Südostasien als sicherheitsstrategische Herausforderung der Vereinigten Staaten promoviert; die Dissertation ist im Selbstverlag erschienen. Anschließend war er als Wissenschaftlicher Mitarbeiter in Trier beschäftigt, bevor er zum Wintersemester 2009 die Juniorprofessur antreten konnte.

## Extremismusvorwürfe
Im August 2018 veröffentlichte Wagener im Selbstverlag das Buch Deutschlands unsichere Grenze: Plädoyer für einen neuen Schutzwall. Darin forderte eine Sicherung der deutschen Grenzen sowie etwa 90.000 „Grenztruppen“. Zweck sei, so Wagener, „Migranten abzuwehren und das deutsche Volk vor Überfremdung zu schützen“. Außerdem sollten anerkannte Asylbewerber lediglich in Einrichtungen in Grenznähe untergebracht werden dürfen. Aufgrund von Wageners Aussagen ließ der Bundesnachrichtendienst (BND) das Buch durch einen externen Gutachter überprüfen, was in größerem Ausmaß öffentliche Aufmerksamkeit hervorrief. Der Gutachter kam zu dem Schluss, dass kein Dienstvergehen festzustellen sei. Der BND äußerte sich nicht zum Ergebnis der Untersuchung. Im März 2019 kündigte Wagener u. a. wegen Rufschädigung rechtliche Schritte gegen seinen Arbeitgeber an.
Im Jahr 2021 erschien sein Buch Kulturkampf um das Volk: Der Verfassungsschutz und die nationale Identität der Deutschen im Olzog Verlag. Der Politikwissenschaftler Tom Mannewitz rezensierte das Buch kritisch: „Überhaupt scheint es der Autor mit logischer und empirischer Wahrheit oder auch mit Belegen nicht immer so genau zu nehmen“. Der Politikwissenschaftler Armin Pfahl-Traughber, zu jener Zeit Kollege Wageners am Fachbereich Nachrichtendienste an der Hochschule des Bundes für öffentliche Verwaltung, äußerte scharfe Kritik im sozialdemokratischen Blick nach Rechts unter der Überschrift „Ein Gespräch mit Martin Sellner“ – Interview mit dem Identitären als Selbstdarstellung sowie im Humanistischen Pressedienst unter der Überschrift Absonderliche Deutungen zur „Ersetzung der deutschen Kulturnation“.
Vermutlich aufgrund dieses Buches wurde die Sicherheitseinstufung Wageners herabgesetzt und er erhielt am 25. Oktober 2021 „ein Zutrittsverbot zum Zentrum für Nachrichtendienstliche Aus- und Fortbildung auf dem Gelände der BND-Zentrale in Berlin“. Zuvor hatte sich bereits der Fachbereichsrat des Fachbereichs Nachrichtendienste der Hochschule des Bundes, dem Wagener angehört, in einer Stellungnahme von seinen Meinungsäußerungen distanziert und Methodenkritik geübt. Das konservative „Netzwerk Wissenschaftsfreiheit“ hingegen äußerte am 12. November 2021 angesichts des Vorgehens gegen Wagener „gewisse Sorge“. Der Eingriff in die Freiheit der Lehre dürfe nicht auf wissenschaftliche Kritik an der Behörde allein, wie sie jüngst von Wagener geäußert worden sei, gestützt werden.
Am 10. Mai 2022 hob der Geheimschutzbeauftragte des BND die Ermächtigung Wagners zum Zugang zu Verschlusssachen auf; damit endete auch seine Lehrtätigkeit am „Zentrum für Nachrichtendienstliche Aus- und Fortbildung“ (ZNAF). Die Prüfung des Buches durch das Bundesamt für Verfassungsschutz ergab, dass insbesondere die Passagen, in denen Wagener von „Ethnopluralismus“ schreibt, als extremistisch bewertet werden. Wageners Argumentation in seinem Buch weise danach Ähnlichkeiten zur Argumentation der rechtsextremen „Identitären Bewegung“ auf. Wagener selbst lehnt nach eigener Aussage den Begriff Ethnopluralismus ab, sieht ihn aber auch nicht als „pauschal verfassungswidrig“ an.

## Veröffentlichungen (Auswahl)
- Hegemonialer Wandel in Südostasien? Der machtpolitische Aufstieg Chinas als sicherheitsstrategische Herausforderung der USA. Trier 2009 (martin-wagener.org [PDF] zugl. Dissertation, Universität Trier 2008).
- mit Hanns W. Maull (Hrsg.): Ostasien in der Globalisierung. Baden-Baden 2009.
- Deutschlands unsichere Grenze: Plädoyer für einen neuen Schutzwall. München: CreateSpace Independent Publishing Platform (Selbstverlag), 2018. ISBN 978-1-7247-8240-3
- Kulturkampf um das Volk: Der Verfassungsschutz und die nationale Identität der Deutschen. Reinbek: Olzog, 2021. ISBN 978-3-95768-228-4

Aufsätze
- Lessons from Preah Vihear: Thailand, Cambodia, and the Nature of Low-Intensity Border Conflicts. In: Journal of Current Southeast Asian Affairs. Nr. 3, 2011, S. 27–59 (sub.uni-hamburg.de).
- Nicht auf Augenhöhe. In: Frankfurter Allgemeine Zeitung. 8. Dezember 2013 (faz.net).
- Die Macht des Faktischen. Warum Ostasien Donald Trump zu einer realistischen Sicherheitspolitik zwingen wird, Süddeutsche Zeitung, 7. Februar 2017, Seite 2
- Der Bundesverfassungsschutz lässt sich politisch instrumentalisieren, Neue Zürcher Zeitung. 19. August 2021 (nzz.ch).
- Den Diktaturen gemeinsam die Stirn bieten – das geopolitische Kalkül der USA, Neue Zürcher Zeitung. 24. April 2023 ().
- Wie die Hamas die Schwächen Israels ausnutzte, Neue Zürcher Zeitung. 28. Oktober 2023 ().